# Sabine Schmitz
Pour les articles homonymes, voir Schmitz.
Sabine Schmitz (Sabine Reck lorsqu’elle était mariée), née le 14 mai 1969 à Adenau en Allemagne de l'Ouest et morte le 16 mars 2021 à Trèves, est une pilote automobile et personnalité de télévision allemande. 
Spécialiste du Nürburgring, elle est également co-présentatrice de l'émission Top Gear de 2016 à 2020.

## Biographie
Sabine Schmitz a grandi près du Nürburgring où sa famille tient un hôtel, l’hôtel am Tiergarten. Elle suit une formation hôtelière et de sommellerie parallèlement à son apprentissage du pilotage.
Elle remporte les 24 Heures du Nürburgring en 1996 avec une BMW M3 E36 avec ses coéquipiers Johannes Scheid et Hans Widmann de l’équipe Scheid Motorsport. Elle est la première femme à remporter une course de 24 heures d’importance. En 1997, elle gagne de nouveau la course avec ses coéquipiers Johannes Scheid, Hans-Jürgen Tiemann et Peter Zakowski, à nouveau avec une BMW M3 E36 de Scheid Motorsport. Elle a également remporté le VLN en 1998. Lors de courses suivantes du VLN, elle s'impose à trois reprises et finit deux fois sur le podium. Aux 24 Heures du Nürburgring, elle finit troisième en 2008, neuvième en 2011, sixième en 2012, à chaque fois sur Porsche.
Jusqu’en 2011, elle a été pilote pour le Ring-Taxi, un service de taxi proposé par BMW permettant aux clients de faire un tour de la boucle nord du Nürburgring (Nürburgring Nordschleife) à bord de BMW M5 conduites par des pilotes professionnels. Travaillant ensuite pour RSR Nürburg, elle rencontre un fort succès. Surnommée Queen of the Ring (Reine du Ring), elle estime en 2014 avoir fait au total plus de 30 000 tours du circuit et en faire plus de mille chaque année.
En 2015, elle participe à la Course d’Allemagne du Championnat du monde des voitures de tourisme sur une Chevrolet RML Cruze TC1 de l’écurie Münnich Motorsport. Invitée pour cette seule course sur son circuit de prédilection, le Nürburgring, et pilotant une voiture WTCC très différente de la Porsche 911 GT3-R qu’elle utilise habituellement, elle termine dixième et devient ainsi la première femme à marquer des points dans ce championnat.
Elle a fait plusieurs apparitions dans l’émission de télévision Top Gear. En particulier dans l’épisode 7 de la saison 6, elle fait un tour de la Nordschleife dans un Ford Transit et réussit à faire un temps « Bridge to Gantry » de 10 min 8 s en tentant de battre le temps de 9 min 59 s réalisé par le présentateur Jeremy Clarkson dans une Jaguar S-Type diesel.
À partir de septembre 2006, elle présente avec Carsten van Ryssen et Tim Schrick l’émission automobile D Motor diffusée sur la chaîne allemande DMAX.
En mars 2015, The Guardian publie un article satirique demandant que Sabine Schmitz soit la nouvelle présentatrice de Top Gear, après que le contrat avec Jeremy Clarkson n’a pas été renouvelé. Fin décembre 2015, The Daily Telegraph rapporte qu’elle a été sélectionnée pour être présentatrice du nouveau Top Gear. La BBC confirme la rumeur en février 2016 lorsqu’elle annonce la liste des nouveaux présentateurs de l’émission dont fait partie Sabine Schmitz.
Elle meurt le 16 mars 2021 à l'âge de 51 ans des suites d'un cancer.
Depuis le 18 juin 2021, la première courbe à gauche sur la Nordschleife porte désormais le nom de Sabine Schmitz.